# Králův Dvůr
Králův Dvůr è una città della Repubblica Ceca facente parte del distretto di Beroun, nella regione della Boemia Centrale sul fiume Litavka.

## Preistoria
Králův Dvůr è situata vicino a Beroun su un'antica rotta commerciale che collegava storicamente Praga con l'Europa occidentale. Le prime tracce scritte risalgono a più di 700 anni fa, ma i primi insediamenti umani nella zona sono datati a molto prima, come indicano le scoperte archeologiche di ceramica del periodo neolitico, 5500 – 4300 A.C. Il periodo seguente, quello del bronzo (2000 – 750 A.C.), è caratterizzato soprattutto dallo sviluppo della produzione artigianale e dalla lavorazione del ferro. Già in quel periodo era attiva la via commerciale che collegava l'Europa occidentale con quella orientale, come indicano le scoperte della fine degli anni 30 del secolo scorso. Sulla base dei ritrovamenti archeologici si ipotizzano anche floridi contatti con l'Impero Romano. Durante la costruzione della locale ferriera sono stati trovati anche dei bellissimi esemplari di cinture avaro-slave del VII o VIII secolo che confermano la migrazione degli Slavi lungo il fiume Litavka.

## Chiesa e cimitero
Arrivando a Králův Dvůr il primo punto visibile è la Chiesa di Santa Maria Assunta sulla collina nel quartiere di Počaply. La chiesa cominciò ad essere costruita nel 1730 al posto di una precedente in legno. È realizzata in stile barocco, probabilmente secondo i progetti di Kilian Ignaz Dientzenhofer. I lavori sulla chiesa finirono nel 1733, quando fu consacrata. Sei anni dopo ricevette anche due campane dal maestro Dittrich di Praga.
Nelle immediate vicinanze della chiesa si trova il cimitero, nella sua parte più vecchia sono visibili capolavori in ghisa che dimostrano l'abilità degli artigiani locali e la tradizione del ferro in questa regione.

## Architettura industriale
Nella seconda metà del XIX secolo la locale industria siderurgica favorì il maggior sviluppo nella storia di Králův Dvůr, sia dal punto di vista edilizio che da quello demografico.  Le costruzioni di quel periodo hanno lasciato in più punti la tipica architettura industriale.  Un esempio si può vedere sulla strada principale Plzeňská, dove si trova un complesso di case per operai. 
In questa zona spicca l'edificio dell'ex-albergo della ferriera. Il suo stato attuale è solo un debole ricordo del suo vecchio splendore, perché nella prima metà del XX secolo era il ritrovo mondano e il centro dell'alta società. Insieme all'albergo crebbe un'altra schiera di case per i lavoratori della fabbrica, ma anche le ville lussuose con i grandi giardini per i dirigenti e altri edifici di rappresentanza. Questa collezione di case è rimasta fino ad oggi come un magistrale esempio dell'architettura industriale del XX secolo.

## Edifici storici delle scuole
Prima della I Guerra Mondiale il numero degli scolari era aumentato e per questa ragione i rappresentanti di Králův Dvůr e Počaply decisero di aumentare la capacità della scuola. Nel 1915 fu costruito a Počaply un edificio scolastico molto spazioso, in quel periodo considerato abbastanza imponente: nessun altro paese della zona poteva permettersi una scuola così grande. Gli scolari potevano usare non solo la vasta palestra, ma anche le terme, il campo estivo, la ricca biblioteca, il grande parco e il giardino didattico con alberi da frutto e fiori.  Nel 1905, nelle vicinanze delle case per lavoratori, fu costruito anche l'edificio della scuola tedesca per i locali cittadini tedeschi.  Entrambi gli edifici funzionano fino ad oggi come luoghi di educazione.

## Municipio di Králův Dvůr
La costruzione del nuovo edificio del municipio finì nel 1907. Negli ultimi anni è stato ristrutturato mantenendo il suo carattere originale, fino ad oggi è la sede dei rappresentanti della cittadina.

## Palazzo di Králův Dvůr
Il nome di Králův Dvůr (Corte reale) deriva molto probabilmente dalla sede in pietra che il re Venceslao I fece costruire nel XIII secolo. Successivamente venne rafforzata con riporti di terra o muri e negli anni venne trasformata nell'odierno palazzo.
Nel XVI secolo l'aristocrazia cominciò a lasciare i severi castelli e a costruire sedi più comode: i palazzi. Questo accadde anche all'originaria corte reale in pietra a Králův Dvůr, allora di proprietà della dinastia dei Lobkowicz. Nel 1585 la fecero ricostruire in stile rinascimentale con un complesso chiuso di quattro ali su un cortile interno. Gli interni del palazzo furono decorati da affreschi, soprattutto con motivi di caccia. 
Nel 1712 durante un incendio il palazzo perse un'ala. Successivamente vennero realizzati i cambiamenti più grandi legati alla sua forma attuale in stile barocco, probabilmente su progetto di Kilian Ignaz Dientzenhofer. Quando la famiglia dei Fürstenberg entrò in possesso del palazzo, questo continuava a fare le funzioni di sede amministrativa del latifondo e veniva affittato. Il palazzo rimase nelle mani dei Fürstenberg fino al 1945. 
Dopo l'espropriazione comunista cambiò spesso il suo uso, i vari amministratori purtroppo non fecero la giusta manutenzione e l'edificio gradualmente andò in rovina. Nel 1988 un altro colpo devastante gli venne inferto dalla costruzione dell'autostrada D5 che attraversa il suo parco tagliandolo in pratica in due metà. Nel 2000 il palazzo fu comprato da un nuovo proprietario privato che ne cominciò la ristrutturazione e nel 2012 il palazzo è passato nelle mani del comune di Králův Dvůr che continua, con grandi risultati, a curarne la rinascita. Nel palazzo, in restauro, sta tornando velocemente la vita che da lungo meritava: per il momento c'è la sede della biblioteca, una parte dell'asilo, in futuro dovrebbe diventare un luogo di cultura e un posto d'incontro per tutti i cittadini e visitatori. Il parco, anche se diviso, diventa di nuovo verde, pulito e pieno di fiori ed ha finito la prima parte della rivitalizzazione nel 2014.

## Tradizione industriale
La tradizione dell‘industria pesante fa parte di Králův Dvůr in modo inseparabile. Nella storia ne ha causato il grande sviluppo, ma l'ha anche segnata negativamente (inquinamento) e, nonostante tutti i provvedimenti fatti nel secolo scorso, è parzialmente visibile tuttora.
Oggi l'attività industriale pesante è ridotta e nel bacino di Králův Dvůr le attività commerciali sono cambiate, la zona è molto interessante per i nuovi investitori, soprattutto per i suoi perfetti collegamenti sia autostradali che ferroviari.

## Unita nella storia con il ferro
Questa zona della Boemia Centrale ha una ricca tradizione nell'estrazione del ferro, lunga più di duemila anni. Alla fine del Medioevo Králův Dvůr era uno dei più importanti centri per questo tipo di industria e all'inizio del XIX secolo vi si produceva il 70 % della produzione di ferro dei Paesi Cechi. La ferriera è la più vecchia dell'Europa centrale e fino alla fine del secolo scorso condizionava fortemente la vita quotidiana dei cittadini.

## Králův Dvůr oggi e domani
Negli anni 2010-2014 il luogo è cambiato notevolmente anche grazie alla forte urbanizzazione e alle ristrutturazioni. Sono state completate grosse opere per la messa in sicurezza degli argini contro le periodiche inondazioni che colpivano le aree limitrofe alla Litavka.  È stata realizzata la nuova ciclabile che collega Karlštejn, Králův Dvůr e Zdice. Il progetto per la realizzazione di un'altra ciclabile verso il paese di Trubín sta per cominciare. Attualmente la cittadina è tornata un luogo molto vivibile, con grande attenzione all'ecologia; per esempio nel paese e nelle zone limitrofe sono stati piantati più di 40.000 nuovi alberi. Il paese ospita un nuovo palasport per il floorbal, lo stadio di calcio e numerosi campi giochi per i più piccoli. Pur essendo attaccata alla vicina città di Beroun, la cittadina mantiene la sua identità e autonomia.
Fonti:
Jiří Topinka: Králův Dvůr – HISTORIE A SOUČASNOST, ISBN 80-238-5718-5
Documentazione tecnica – Stavebně historický průzkum – Zámek Králův Dvůr
www.kraluvdvur.cz